# 3-(咪唑-5-基)乳酸脱氢酶
3-(咪唑-5-基)乳酸脱氢酶（英語：3-(imidazol-5-yl)lactate dehydrogenase，EC 1.1.1.111（页面存档备份，存于）），是一种以NAD+或NADP+为受体、作用于供体CH-OH基团上的氧化还原酶。这种酶能催化以下酶促反应：
(S)-3-(组胺酸-5-烃基)乳酸 + NAD(P) {\displaystyle \rightleftharpoons } (S)-3-(组胺酸-5-烃基)丙酮酸 + NAD(P)H + H+